# Вогваздино
Вогваздино (коми Ванвисдін) — деревня в Усть-Вымском районе Республики Коми, входит в сельское поселение «Студенец».
Расположена при впадении Выми в Вычегду в 24 км к востоку от села Айкино (райцентр), в 60—65 км к северу от Сыктывкара, и в 7 км от администрации сельского поселения Студенец. Население — 133 человека (на 2010 год). 
В деревне расположена железнодорожная станция Усть-Вымь на тупиковой линии Микунь — Сыктывкар. Через деревню проходит автодорога Сыктывкар — Ухта.
Вблизи северной окраины села имеются железнодорожный и автомобильный мосты через Вымь (на противоположном берегу находится посёлок Усть-Вымь).

## История
Упоминалась в переписи 1678 года как починок Боровой, в 1859 году — Боровская (Бор, Яг). До 1859 года называлась Вогваздинская.

## Название
Местные жители называют деревню «Яг» (с коми — «сосновый бор») или «Воквазьдін» (коми вок — «брат»; Вась — «Вася, Василий»; дін — «место, прилегающее к чему-либо»; при озвончении мягкого «сь» перед звонким согласным получается Вогвазьдін — «место у брата Василия»).